# Francesco Molinari
Francesco Molinari (* 8. November 1982 in Turin) ist ein italienischer Profigolfer der European Tour und der PGA Tour.

## Leben/Karriere
Molinari entstammt einer golfbegeisterten Familie (sein älterer Bruder Edoardo ist ebenfalls Golfprofi) und begann im Alter von acht Jahren mit Eltern und Großeltern im Circolo Golf Torino mit dem Golfsport. Im Laufe seiner Amateurkarriere gewann Molinari unter anderem in den Jahren 2002 und 2004 die Italienischen Meisterschaften im Zählwettspiel sowie 2004 auch jene im Lochwettspiel.
Molinari wurde im Herbst 2004 Berufsgolfer und qualifizierte sich über die Tour School sofort für die European Tour der Saison 2005, in der er sich problemlos behaupten konnte. Im Mai 2006 gewann er als erster Italiener seit Massimo Mannelli (1980) die Telecom Italia Open und belegte am Ende der Saison den 38. Platz in der European Tour Order of Merit.
Seinen bislang größten Erfolg erreichte Molinari 2018 mit dem Major-Sieg bei der Open Championship in Carnoustie. Ebenfalls außergewöhnlich war seine Leistung im Ryder Cup 2018. Er gewann vier seiner Matchplay-Partien an der Seite von Tommy Fleetwood. Zusätzlich errang er durch einen Sieg im Einzel einen weiteren Punkt. Damit war er der erste europäische Spieler, der fünf von fünf möglichen Siegen für sein Team holte.
Im November 2009 gewann Francesco mit seinem Bruder erstmals für Italien den World Cup.

## Turniersiege (9)

### Major-Championship-Siege (1)
- 2018: The Open Championship

### European-Tour-Siege (5)
- 2006: Telecom Italia Open
- 2010: WGC-HSBC Champions
- 2012: Open de España
- 2016: Italian Open
- 2018: BMW PGA Championship

### PGA-Tour-Siege (2)
- 2018: Quicken Loans National
- 2019: Arnold Palmer Invitational

### Weitere Turniersiege (1)
- 2009: Italian PGA Championship

## Resultate bei Major-Championships
| Turnier               | 2007 | 2008 | 2009 | 2010 | 2011 | 2012 | 2013 | 2014 | 2015 | 2016 | 2017 | 2018 |
| --------------------- | ---- | ---- | ---- | ---- | ---- | ---- | ---- | ---- | ---- | ---- | ---- | ---- |
| The Masters           | DNP  | DNP  | DNP  | T30  | CUT  | T19  | CUT  | 50   | DNP  | DNP  | T33  | T20  |
| US Open               | DNP  | DNP  | T27  | CUT  | CUT  | T29  | CUT  | T23  | T27  | DNP  | CUT  | T25  |
| The Open Championship | CUT  | DNP  | T13  | CUT  | CUT  | T39  | T9   | T15  | T40  | T36  | CUT  | 1    |
| PGA Championship      | DNP  | DNP  | T10  | T33  | T34  | T54  | T33  | T59  | T54  | T22  | T2   | T6   |

| Turnier               | 2019 | 2020 | 2021 | 2022 | 2023 | 2024 | 2025 |
| --------------------- | ---- | ---- | ---- | ---- | ---- | ---- | ---- |
| The Masters           | T5   | CUT  | 52   | CUT  | CUT  | DNP  | DNP  |
| PGA Championship      | T48  | DNP  | DNP  | T55  | CUT  | CUT  | DNP  |
| US Open               | T16  | DNP  | T13  | CUT  | CUT  | T64  | DNP  |
| The Open Championship | T11  | KT   | CUT  | T15  | CUT  | CUT  | T63  |

LA = Bester Amateur

DNP = nicht teilgenommen

CUT = Cut nicht geschafft

„T“ = geteilte Platzierung

KT = Kein Turnier (Ausfall wegen Covid-19)

Grüner Hintergrund für Sieg

Gelber Hintergrund für Top 10.

## Teilnahme an Mannschaftsbewerben
- World Cup: 2006, 2007, 2008, 2009 (Sieger), 2011, 2013, 2016
- Seve Trophy (für Kontinentaleuropa): 2009, 2011, 2013 (Sieger)
- Ryder Cup: 2010 (Sieger), 2012 (Sieger), 2018 (Sieger)